# Codificació transformada
La codificació transformada és un tipus de compressió de dades per a dades "naturals", com ara senyals d'àudio o imatges fotogràfiques. La transformació sol ser sense pèrdues (perfectament reversible) per si sola, però s'utilitza per permetre una quantificació millor (més orientada), que després resulta en una còpia de menor qualitat de l'entrada original (compressió amb pèrdues).
En la codificació de transformacions, el coneixement de l'aplicació s'utilitza per triar la informació a descartar, reduint així l'amplada de banda. La informació restant es pot comprimir mitjançant diversos mètodes. Quan es descodifica la sortida, és possible que el resultat no sigui idèntic a l'entrada original, però s'espera que estigui prou a prop per al propòsit de l'aplicació.

## Televisió en color

### NTSC
Un dels sistemes de codificació de transformacions més reeixits normalment no es coneix com a tal; l'exemple és la televisió en color NTSC. Després d'una àmplia sèrie d'estudis a la dècada de 1950, Alda Bedford va demostrar que l'ull humà té una alta resolució només per a blanc i negre, una mica menys per als colors "de gamma mitjana" com els grocs i verds, i molt menys per als colors al final de la espectre, vermells i blaus.
L'ús d'aquest coneixement va permetre a RCA desenvolupar un sistema en el qual descartaven la major part del senyal blau després que provenia de la càmera, conservant la major part del verd i només una part del vermell; aquest és el submostreig de croma a l'espai de color YIQ.

### PAL i SECAM
Els sistemes PAL i SECAM utilitzen mètodes gairebé idèntics o molt similars per transmetre el color. En qualsevol cas, tots dos sistemes estan submostrejats.

## Digital
El terme és molt més utilitzat en mitjans digitals i processament de senyals digitals. La tècnica de codificació de transformada més utilitzada en aquest sentit és la transformada de cosinus discret (DCT), proposada per Nasir Ahmed el 1972, i presentada per Ahmed amb T. Natarajan i KR Rao a 1974. Aquest DCT, en el context de la família de transformades discretes del cosinus, és el DCT-II. És la base de l'estàndard comú de compressió d'imatges JPEG, que examina petits blocs de la imatge i els transforma al domini de la freqüència per a una quantificació més eficient (perdudes) i compressió de dades. En la codificació de vídeo, els estàndards H.26x i MPEG modifiquen aquesta tècnica de compressió d'imatges DCT a través de fotogrames d'una imatge en moviment mitjançant la compensació de moviment, reduint encara més la mida en comparació amb una sèrie de JPEG.
En la codificació d'àudio, la compressió d'àudio MPEG analitza les dades transformades segons un model psicoacústic que descriu la sensibilitat de l'oïda humana a parts del senyal, similar al model de TV. MP3 utilitza un algorisme de codificació híbrid, que combina la transformada de cosinus discret modificada (MDCT) i la transformada ràpida de Fourier (FFT). Va ser succeït per Advanced Audio Coding (AAC), que utilitza un algorisme MDCT pur per millorar significativament l'eficiència de la compressió.
El procés bàsic de digitalització d'un senyal analògic és una mena de codificació de transformació que utilitza el mostreig en un o més dominis com a transformació.